# 齋藤拙堂
齋藤拙堂（日语：／ Saitō Setsudō，1797年—1865年9月7日），日本幕末朱子學者。諱正謙，字有終，通稱德藏，號拙堂、鐵研、拙翁，生於日本江戶（今日本東京都）。

## 生平
出身津藩武士，在江戶藩邸出生。師從古賀精里。日本江户时代著名的儒学家和文章家，曾任藩校讲官、上士兼侍读、郡宰、督学、幕府儒官等职。

## 著作
著有《拙堂文話》、《海防策》、《經世文編校刊》、《拙堂兵話》、《地學舉要》、《魯西亞外記》、《海外異傳》。